# Nadia Doukali
Nadia Doukali (* 1971 in Marrakesch) ist eine marokkanisch-deutsche Schriftstellerin für Kinder- und Jugendliteratur. 

## Leben
Nadia Doukali ist in Marrakesch geboren und zog 1976 mit ihren Eltern nach Frankfurt, wo sie im Stadtteil Griesheim aufwuchs. Obwohl als Muslimin erzogen, besuchte sie auf Wunsch ihrer Eltern den Kindergarten St. Hedwig der katholischen Pfarrgemeinde Mariä Himmelfahrt, wo sie die deutsche Sprache und Kultur kennenlernte.
Mit dem langjährigen Freund Tyrown Vincent moderierte Nadia Doukali von 2004 bis 2009 die Frankfurter Parade der Kulturen und war unter anderem als ehrenamtliche Organisatorin der marokkanischen Messe in Offenbach und der Frauenveranstaltung „Hafla Anisa“ für den marokkanisch-deutschen Kulturdialog engagiert.
Ein mit Lymphdrüsenkrebs diagnostiziertes Kind in ihrem Freundeskreis konfrontierte Doukali 2007 persönlich mit dem Thema Krebs bei Kindern. Um Kind und Eltern vom Krankenhausalltag abzulenken, verfasste sie Fayzal, der Krebsfänger, das im Herbst 2010 im Freiburger Salam Kinder- und Jugendbuch Verlag veröffentlicht wurde. Aufgrund des Erfolges des Buches produzierte Nadia Doukali mit Sky du Mont, Nina Hagen, Rick Kavanian und Jumbo Schreiner das gleichnamige Hörspiel. 
Nadia Doukali veröffentlichte im April 2011 das Kinderbuch Muhammad, Prophet des Friedens. 2016 produzierte sie in Eigenregie ein Hörbuch davon.  In den Klangdesignstudios Frankfurt entstand gemeinsam mit den Produzenten und Komponisten Matthias Raue und Alexander Laios das Hörspiel „Muhammad“. Sprecher sind u. a. Rita Ringhenau, Usama Elyas, Kida Khodr Ramadan und Idil Nuna Baydar.
Seit 2010 ist sie im Vorstand und Jurymitglied der Written Art Foundation. Mit Heinz Kroehl, Ralf J. Radlanski und anderen Mitgliedern, setzt sie sich für den Erhalt der Handschrift bei Schülern ein. 
2015 war sie in der RTL-Sendung Rach undercover mit Christian Rach zu sehen. Sie sicherte sich 2016 die Markenrechte für den Begriff Nafri.
Doukali entwickelte einen an den Adventskalender angelehnten Kalender für den islamischen Fastenomat Ramadan, den 30-türigen „Iftarlender“, der 2017 vom Unternehmen Brandt in Lizenz produziert und vertrieben wurde. Darin befinden sich mit Schokolade überzogene Datteln.
Im Herbst 2017 erschien das Kinderbuch Kikos Lachen, ein Geschenk an das Hospiz Löwenmut, für das Nadia Doukali als Botschafterin fungiert. Doukali arbeitet darin den gesellschaftlichen Umgang mit Kindern mit Behinderungen auf. Die Hauptfigur der Geschichte ist ein Kind mit Down-Syndrom und Doukali beleuchtet auf kind-gerechte Weise, wie unsere Gesellschaft mit Andersartigkeit umgeht. Illustriert wurde Kikos Lachen von Chloe Dolic.
Doukali hat drei Söhne.

## Werke
- 2010: Fayzal, der Krebsfänger, Salam-Verlag, Freiburg, ISBN 978-3-9813943-0-6
- 2011: Muhammad, Prophet des Friedens, Salam-Verlag, Freiburg, ISBN 978-3-9813943-6-8
- 2017: Kikos Lachen, IFB Stiftung Kinderhospiz Löwenmut, Wiesbaden.